# Колеморони (Фрозиноне)
Колеморони је насеље у Италији у округу Фрозиноне, региону Лацио.
Према процени из 2011. у насељу је живело 53 становника. Насеље се налази на надморској висини од 175 м.